# 菲諾港
菲諾港（義大利語：Portofino），是意大利热那亚省利古里亞的一个市镇，一個小漁村。总面积2.6平方公里，2009年人口493人，人口密度189.6人/平方公里。ISTAT代码为010044。
菲諾港除了是一個旅遊景點，每年還有Ermenegildo Zegna男裝公司的Zegna盃帆船賽在此舉辦，2006年為第25屆。LV、Hermes都在這個村子裡有專賣店。

## 由朱塞佩·阿米薩尼（Giuseppe Amisani）绘制的波尔托菲诺景观
波尔托菲诺最具象征意义的画家是朱塞佩·阿米薩尼，被称为“国王画家”，波尔托菲诺特意为他在海滨散步道上开辟了“阿米萨尼散步道”。当您经过Bocche并沿着通往波尔托菲诺码头的主要道路时，在路线的某一特定点，您可以看到一块镶嵌在集成体中的大理石板，上面刻着：“这里世界之美最后一次微笑”。阿米薩尼在1941年在这个地方度过了一些时间，并经常在户外绘画。

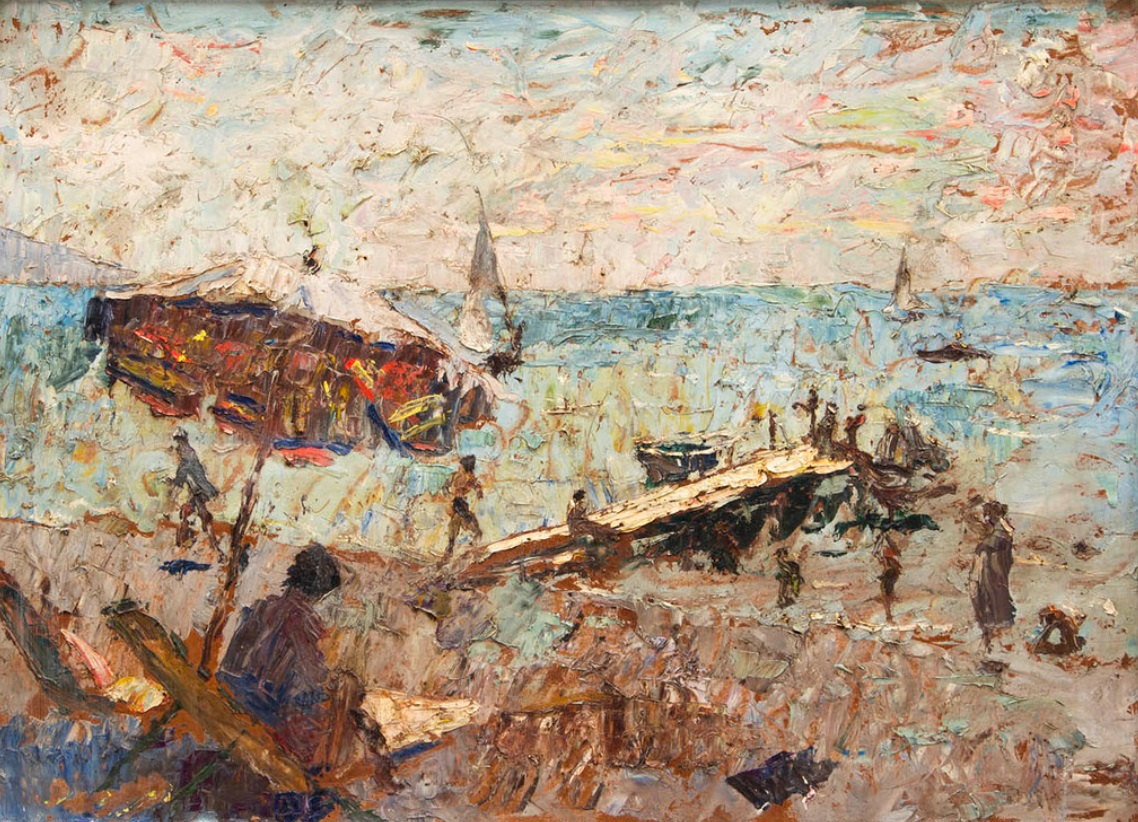
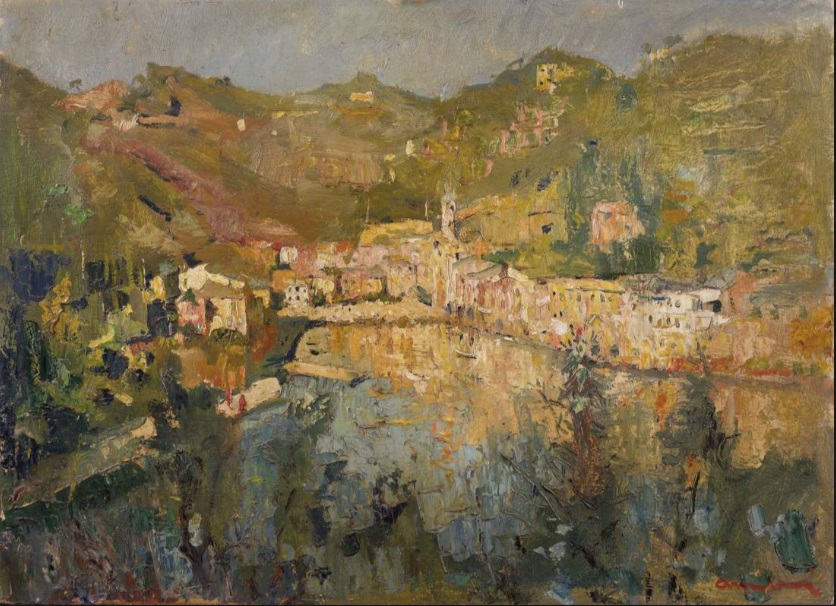
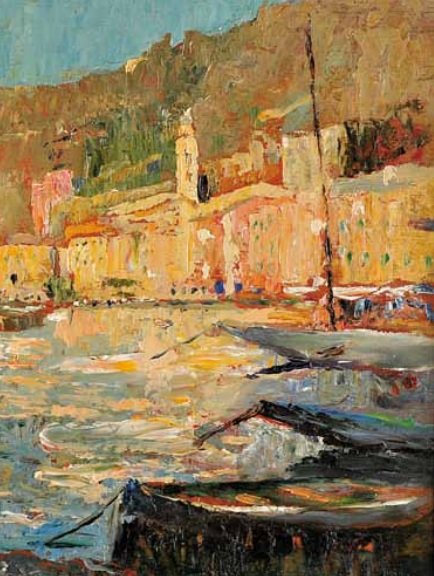
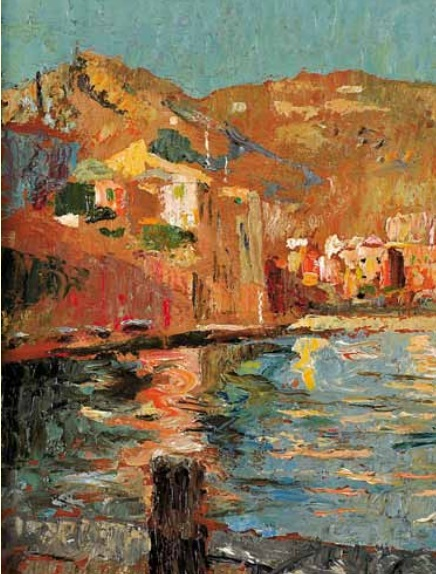
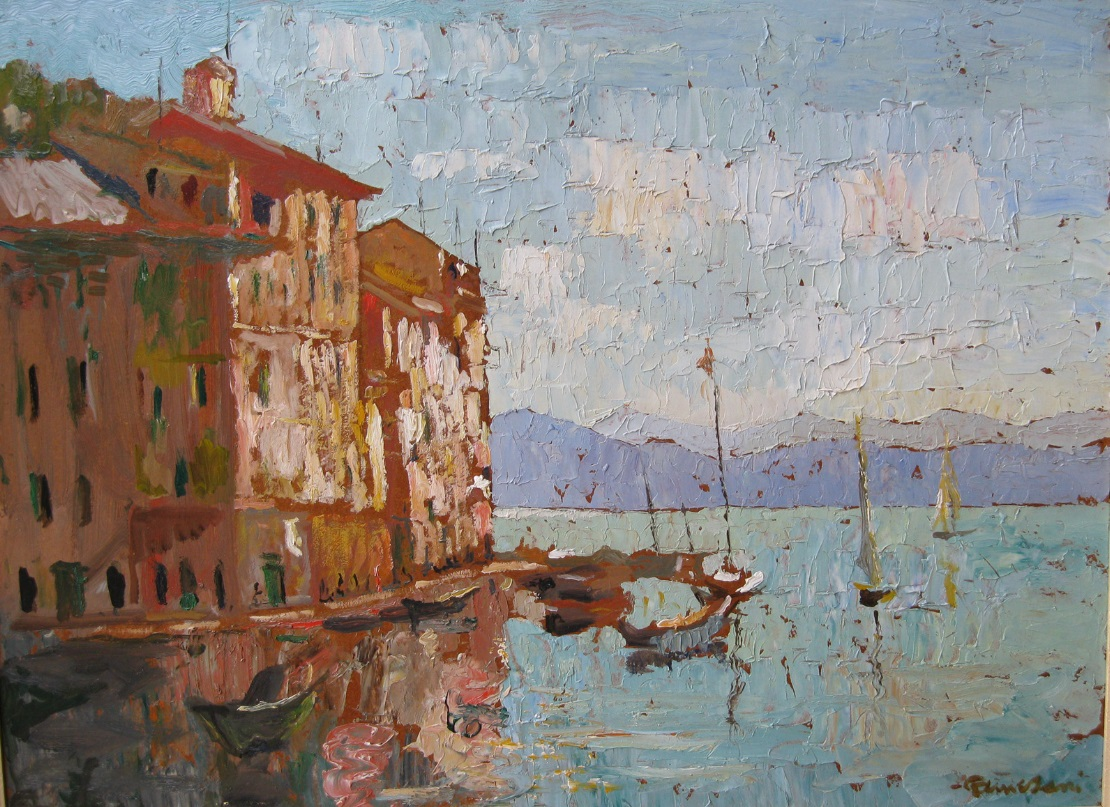
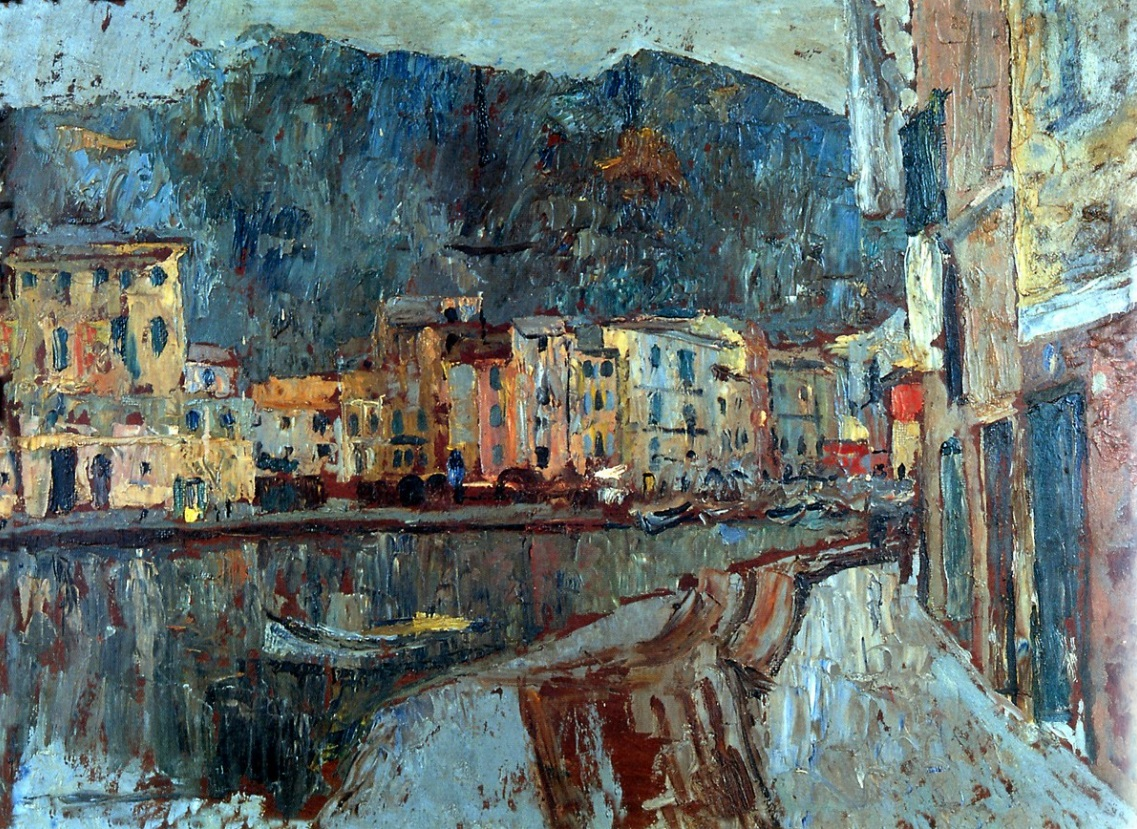
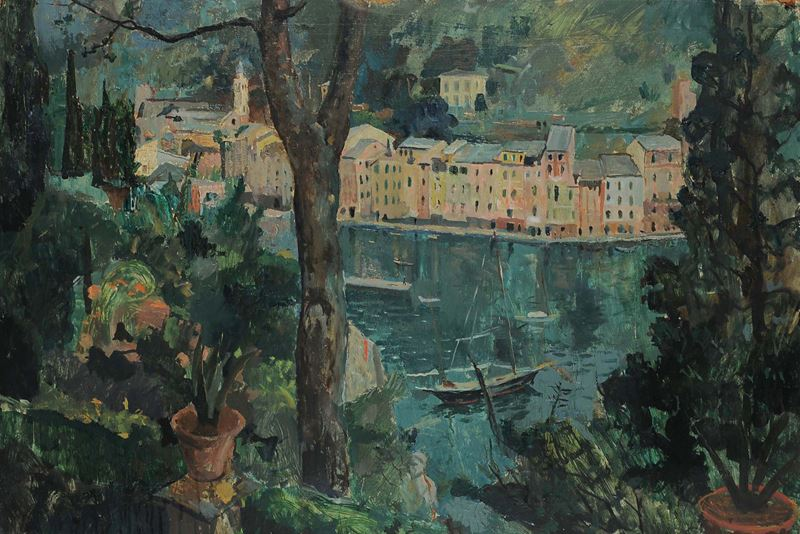
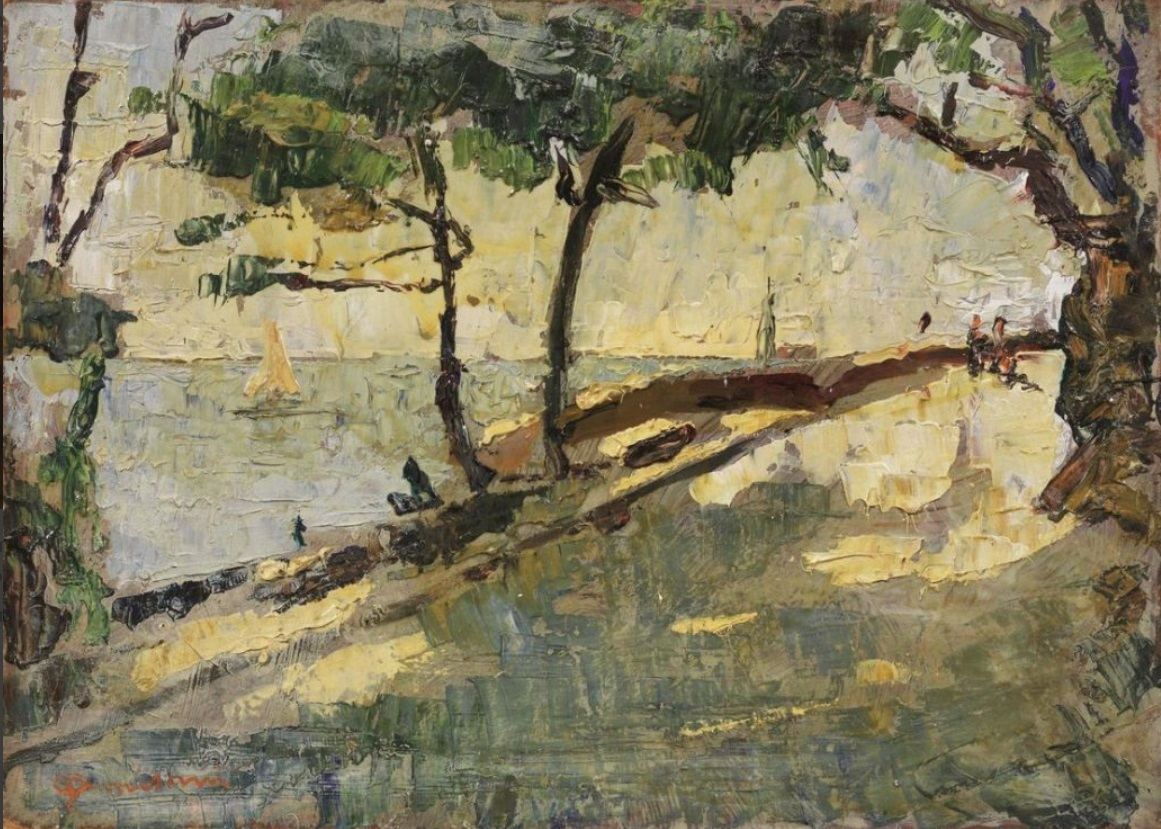
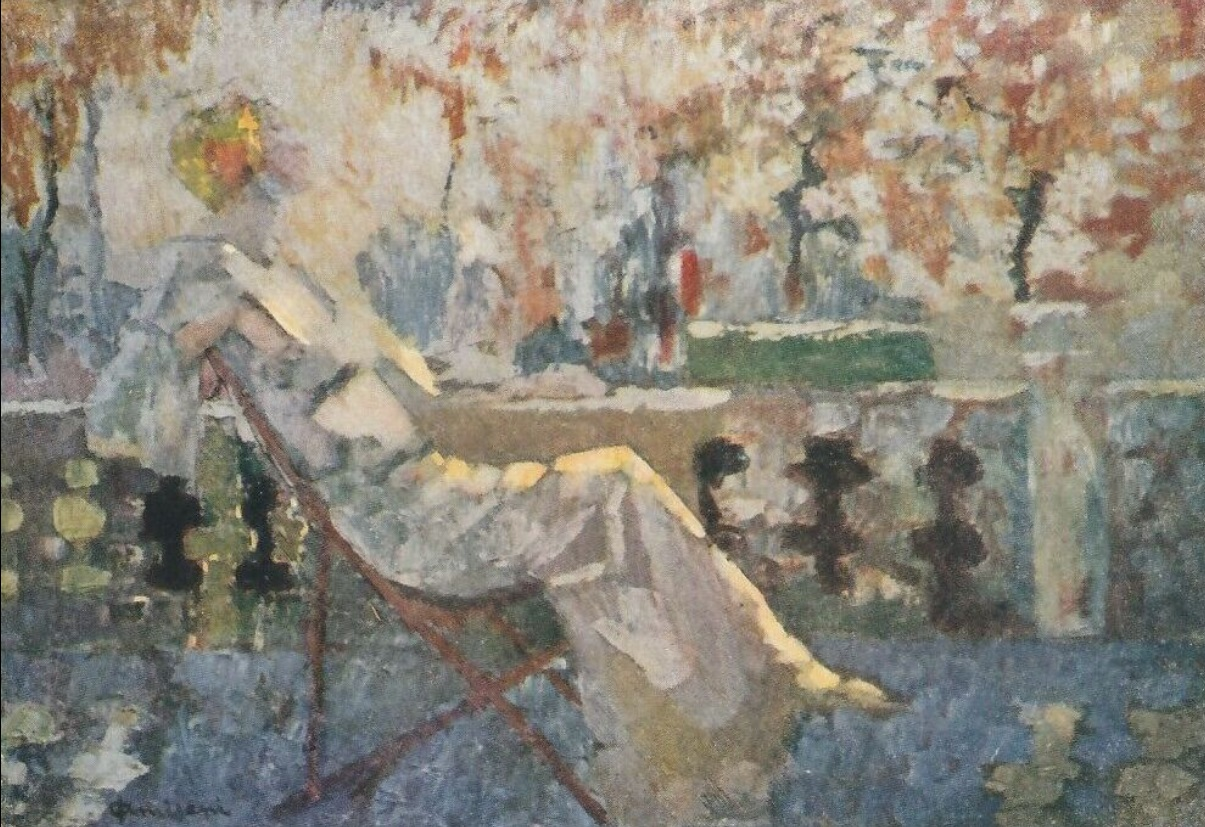

## 外部連結
- Ente Parco Portofino Lungomare Amisani, 菲諾港 朱塞佩·阿米薩尼  （页面存档备份，存于）
- Zegna盃帆船賽官方網站 （页面存档备份，存于）
- Portofino世界工地
- Portofino Panorama